# Ханканмяки
Ха́нканмя́ки (фин. Hankanmäki) — посёлок в составе Мийнальского сельского поселения Лахденпохского района Республики Карелия.

## Общие сведения
Расположен на старом участке трассы А121 («Сортавала»), ныне спрямлённом, в 14 км от города Лахденпохья.

## Население
| 2002 | 2009 | 2010 | 2013 |
| ---- | ---- | ---- | ---- |
| 8    | ↗9   | ↘6   | ↗8   |

## Улицы
- ул. Приозерская